# Tierradentro
Tierradentro er en national arkæologisk park i Cauca regionen i den sydlige del af Colombia. Parken ligger 100 km væk fra regionens hovedsæde, Popayán.
Området er kendt for sine præcolumbianske hypogea, der blev fundet i flere udgravninger på forskellige steder. Nogle af dem er: Alto del Aguacate, Alto de San Andrés, Alto de Segovia, Alto del Duende og El Tablon.
Tierradentro blev i 1995 optaget på UNESCOs Verdensarvsliste.
Den typiske Hypogeum har en indgang orienteret mod vest, en vindeltrappe og en hovedkammer, normalt 5 til 8 meter under jorden, og med flere mindre kamre rundt om, som hver indeholder et lig. Væggene er malet med geometriske,  antropomorfe og dyremønstre i farverne rød, sort og hvid. 
Den præcolumbianske kultur, der skabte dette begravelseskompleks boede i dette område løbet af det første årtusinde formodentlig i perioden 6. til 9. århundrede.
2°34′59″N 76°01′59″V / 2.583°N 76.033°V